# Hrabstwo Wayne (Karolina Północna)
Hrabstwo Wayne (ang. Wayne County) – hrabstwo w stanie Karolina Północna w Stanach Zjednoczonych.

## Geografia
Według spisu z 2000 roku obszar całkowity hrabstwa obejmuje powierzchnię 557 mil2 (1442,62 km²), z czego 553 mile2 (1432,26 km²) stanowią lądy, a 4 mile2 (10,36 km²) stanowią wody. Według szacunków United States Census Bureau w roku 2012 miało 124 246 mieszkańców. Jego siedzibą administracyjną jest Goldsboro.

### Miasta
- Goldsboro
- Eureka
- Fremont
- Mount Olive
- Seven Springs
- Pikeville

### CDP
- Brogden
- Elroy
- Mar-Mac
- Walnut Creek (wieś)